# Yves Sintomer
Yves Sintomer est un politologue français, né le 8 mai 1962. Ses travaux portent sur la théorie politique chez Jürgen Habermas, sur l'histoire des procédures de démocratie participative et de démocratie délibérative de la Grèce antique jusqu'à nos jours, et sur la démocratie participative en action, en Europe et au-delà, à l'époque contemporaine (tirages au sort, jurys citoyens, budgets participatifs, conseils de quartier, etc.). Yves Sintomer est membre de l'Institut universitaire de France.

## Formation et responsabilités scientifiques
Surveillant d'externat dans les académies de Besançon et de Créteil au début des années 1980, après une licence d'histoire à l'Université de Besançon en 1983, il passe un DEA de science politique à l'Université de Paris 8 en 1988 et un DEA de philosophie à l'Université de Nanterre en 1989.
Il soutient sous la direction de Steven Lukes, professeur de sciences politiques à la London School of Economics, une thèse de sciences politiques et sociales à l'Institut universitaire européen de Florence en 1996, intitulée Jürgen Habermas et les dilemmes d'une théorie contemporaine de la démocratie.
Maître de conférences et professeur de science politique à l'Université de Paris 8 depuis 2002, il est chercheur associé à l'UMR CRESPPA dans l'équipe "Cultures et sociétés urbaines" depuis 2003, ainsi qu'au Centre Marc Bloch de Berlin et à l'Institut de sociologie de l'Université de Neuchâtel depuis 2009.

## Itinéraire intellectuel
Sensibilisé aux défis et enjeux des processus de démocratisation à la suite de séjours dans une Amérique Latine encore marquée du fer des dictatures à l'Université nationale autonome du Mexique (1986 et 1989) et à l'Université de São Paulo (1988), Yves Sintomer entrevoit la possibilité d'une théorie générale de la démocratie, influencé par ses rencontres avec les pensées de Niklas Luhmann et de Jürgen Habermas.
Intellectuel engagé, intervenant régulièrement dans le débat public comme à l'occasion de l'affaire du voile islamique en 2004 (tribunes pour Le Monde, Libération, L'Alsace, Le Nouvel Observateur, Politis, Les Inrockuptibles...), il contribue par ses travaux  à l'essor des dispositifs de démocratie participative et de gestion de proximité en France et en Europe à partir du milieu des années 2000, comme en témoigne l'expérience de la région Poitou-Charentes, où ses conseils nourriront la mise en place du budget participatif des lycées.

## Itinéraire politique
Proche des écologistes et de la gauche altermondialiste, il soutient les propositions de Ségolène Royal sur la démocratie participative lors de l'élection présidentielle de 2007, il est cité à cette occasion parmi treize autres intellectuels dans une enquête du Nouvel Observateur sur les "nouveaux intellectuels de gauche".

## Distinction
Il reçoit le titre de docteur honoris causa de l'université de Liège en 2023.

## Sélection d'ouvrages
Certains des ouvrages d'Yves Sintomer sont traduits en plusieurs langues.
- Yves Sintomer, La démocratie impossible ? Politique et modernité chez Weber et Habermas, Paris, La découverte, coll. « Armillaire », 1999, 403 p., Broché (ISBN 2707130893)
- Yves Sintomer et Marion Gret, Porto Alegre, l'espoir d'une autre démocratie, Paris, La découverte et Syros, coll. « Sur le vif » (réimpr. 2005) (1re éd. 2002), 144 p., Broché (ISBN 9782707144942, présentation en ligne).

Traductions : Portugal (pt) Porto Alegre - a Esperança de uma Outra Democracia (trad. du français), Lisbonne, Campo das Letras, 2008 (lire en ligne) ; Brésil (pt) Porto Alegre - a Esperança de uma Outra Democracia (trad. du français), Sao Paulo, Loyola, 2002, 154 p. ; Équateur (es) Porto Alegre Desafíos de la democracia participativa (trad. du français par Jorge Gómez R.), Quito Ecuador, Abya-Yala, 2002 (ISBN 9978-22-264-2, lire en ligne) ;  Turquie (tr) Porto Alegre / Farklı Bir Demokrasi Umudu (trad. du français), Istamboul, Ithaki Publishing, 2004, 179 p. (ISBN 978-975-273-002-1) ; Corée (ko-Hani) 뽀르뚜알레그리새로운민주주의의희망 (trad. du français), Séoul, bakjongcheol Publishers,‎ 2005)
- Alma Levy et Lila Levy, entretiens avec Yves Sintomer et Véronique Giraud, Des filles comme les autres : Au-delà du foulard (Entretiens), Paris, La découverte, coll. « Cahiers libres », 19 février 2004, 195 p. (ISBN 2707142778)
- Yves Sintomer, Le pouvoir au peuple. Jurys citoyens, tirage au sort et démocratie participative, Paris, La découverte, coll. « Sur le vif », mars 2007, 128 p. (ISBN 2707151483, présentation en ligne).

Traductions : Italie (it) Il potere al popolo. Giurie cittadine, sorteggio e democrazia partecipativa (trad. du français par Davide Frontini), Bari, Dedalo, 2009 (ISBN 9788822053787) ; Angleterre The Power to the People. Citizen juries, Random Selection and Participative Democracy, Imprint Academic, Exeter, 2010 ; Portugal chez UFMG, Belo Horizonte, 2010).
- Les Budgets participatifs en Europe. Des services publics au service du public (en coll. avec Carsten Herzberg et Anja Röcke), La Découverte, Paris, 2008

(traduction allemande Eine neue Demokratie. Der Bürgerhaushalt in Europa – eine realistische Utopie ? (en coll. avec C. Herzberg et A. Röcke), VS-Verlag, Wiesbaden, 2009 ; traduction italienne I bilanci partecipativi in Europa (en coll. avec G. Allegretti), Ediesse, Roma, 2009 ; traduction portugaise Os orçamentos participativos en Europa (en coll. avec G. Allegretti), Almedina, Lisbonne, 2009 ; traduction anglaise Participatory Budgeting in Europe (en coll. avec C. Herzberg et A. Röcke), Pluto, Londres, 2009 ; traduction espagnole Los presupuestos participativos en Europa (en coll. avec E. Ganuza, C. Herzberg et A. Röcke), Ariel, Barcelona, 2009).
- La démocratie participative au-delà de la proximité. Le Poitou-Charentes et l’échelle régionale (sous la dir. de, en coll. avec Julien Talpin), Rennes, Presses Universitaires de Rennes, 2011.
- Petite histoire de l'expérimentation démocratique. Tirage au sort et politique d'Athènes à nos jours, La Découverte, coll. Poches, Paris, 2011